# Saison 2 de L'Enfer du devoir
 (juillet 2018).
Si vous disposez d'ouvrages ou d'articles de référence ou si vous connaissez des sites web de qualité traitant du thème abordé ici, merci de compléter l'article en donnant les références utiles à sa vérifiabilité et en les liant à la section « Notes et références ».
Cet article présente le guide des épisodes de la deuxième saison de la série télévisée L'Enfer du devoir.

## Description
Faisant suite à l'évolution du conflit, cette 2e saison devient moins broussarde et prend un tour plus urbain. D'ailleurs la compagnie Bravo est dorénavant stationnée sur la base aérienne de Tân Sơn Nhất. Aussi mais surtout, les réalisateurs vont s'attacher à mettre plus en avant la psychologie des personnages: entre états-d'âmes, problèmes de drogue, flirts ou amours perdus, la série adopte un ton plus intimiste contre-balancé par le rock'n'roll craché de la sono des hélicoptères.

## Épisodes
1. Saïgon : 1re partie (Saïgon: Part 1) de Bill L. Norton
Saïgon 1968 à la veille de la fête du Têt. La compagnie Bravo grimpe dans les hélico pour une nouvelle mission search and destroy dans laquelle ils sont pris à partie par les VC, mais efficacement soutenus par McKay qui a un peu la grosse tête...
2. Saïgon : 2e partie (Saigon: Part 2) de Bill L. Norton
Saïgon le 16 mai. Les attaques surprises des communistes contre Saigon et la plupart des chefs-lieux de district du Viêt Nam du sud ont été très violentes. Depuis des années les VC et les nord Vietnamiens combattent dans la jungle. Aujourd'hui pour la première fois, c'est contre les villes qu'ils ont mené leur plus importante offensive depuis le début de la guerre. Bien qu'ils soient militairement battus aujourd'hui, les communistes ont fait la démonstration de leur capacité à déclencher une attaque massive à l'échelle de tout le pays. Cela soulève bien des questions quant aux perspectives d'une victoire Américaine. On est encore loin d'apercevoir le bout du tunnel
3. L'Expérience du combat (For What It's Worth) de Ed Sherin
En patrouille, Goldman arrive à prendre la photo d'un POW avant de retourner à la base. Sur place, certains hommes déraillent à la suite de la prise d'amphétamines, deviennent paranoïaques  au point d'utiliser leurs armes... Le comportement du soldat Ruiz - si bavard dans la 1e saison - change à compter du moment où l'aumônier subit l'attaque à la grenade à sa place.
4. Le Vrai Courage (True Grit) de Ed Sherin
A force de côtoyer la mort, de nombreux soldats souffrent de problèmes psychologiques, entre la peur et la démence. D'autres arrivent à tenir le coup à l'image de Johnson qui a peut-être mis enceinte une Vietnamienne...
5. Perte potentielle (Non-Essential Personnel) de Jim Johnston
Goldman nommé officier de presse, la compagnie Bravo part en patrouille avec un nouveau Lieutenant qui se fait salement amocher dès sa 1e sortie. Il est rapatrié à l'hôpital où vient d'arriver un chirurgien de renom...
6. Le Tireur d'élite (Sleeping Dogs) de Stephen L. Posey
La reporter Devlin suit la compagnie Bravo en mission de déminage alors qu'elle est attaquée par un sniper vite abattu par Block. Ce dernier perd les pédales et finit par mener sa guerre personnelle...
7. Blessure à l'âme (I Wish It Would Rain) de Bradford May
La compagnie Bravo poursuit une section VC mais doit s'arrêter à la frontière du Cambodge pour rebrousser chemin...
8. Force populaires (Popular Forces) de Bill L. Norton
9. Les Conditions de l'engagement (Terms of Enlistment) de Charles Correll
Une dernière patrouille attaquée par le VC et au cours de laquelle Taylor désamorce une mine antipersonnel, puis Anderson pense partir en permission avec sa psy pour la demander en mariage, alors qu'elle se voit proposer un engagement avec une promotion...
10. Cauchemar (Nightmare) de Tommy Lee Wallace
La compagnie Bravo part en mission d'identification de hommes de la compagnie Delta de laquelle il n'y a aucun survivant. Ils se font accrocher, l'hélico de McKay aussi qui s'écrase...
11. Terre promise (Promised Land)
12. Le Blues du cow-boy solitaire (Lonesome Cowboy Blues)
13. Meurtres en série (Sins of the Fathers)
14. Le Baiser d'adieu (Sealed with a Kiss)
15. Triste promo (Hard Stripe)
16. Volontaire (The Volunteer)